# Gare d'El Amra
Pour les articles homonymes, voir El Amra.
La gare d'El Amra, ou gare de Sidi Hamou, est une gare ferroviaire algérienne, située sur le territoire de la commune de Rouina, dans la wilaya de Aïn Defla.

## Situation ferroviaire
La gare est située dans la localité de Sidi Hamou (commune de Rouina), sur la ligne d'Alger à Oran, où elle est précédée de la gare de Aïn Defla et suivie de celle de Rouina.

## Service des voyageurs

### Desserte
La gare d'El Amra est desservie par les trains régionaux des liaisons :
- Alger - Chlef[1] ;
- Chlef - Khemis Miliana[2].